# Úd
Az úd vagy arab lant pengetős húros hangszer, a muszlim világ zenekultúrájának egyik legfontosabb hangszere. A rövidnyakú lantok családjába sorolható, domború hátú, fogólapos zeneszerszám. A nyugati lant ebből alakult ki.

## Leírása

### Test
A hangszer nevének általában 'fa', 'gally', '(hajlékony) ágacska' jelentést tulajdonítanak, ami utalhat a hangszer anyagára, hogy a háta meghajlított keskeny szelvényekből áll, vagy arra, hogy sok keleti lantféleséggel ellentétben ennek a hangszernek a teteje nem kifeszített bőr, hanem vékony falemez.
A korpusz arányos csepp-forma, a vele egy síkban lévő nyak keményfa (vagy elefántcsont) fogólapján nincsenek érintők (bundok), hogy az arab zene bonyolult hangrendszereinek megfelelő pozíciók a bal kéz számára lefoghatók legyenek. A hangolófej kettős ívben hátrahajló, fa hangolókulcsokkal. A tetőn található a csomózásos rendszerű húrláb, a keményfa koptató, és kerek vagy ovális hanglyuk, leggyakrabban egy nagyobb és két kisebb. A mai hangszerek esetén gyakori, hogy ezeket rózsa motívum díszíti, ez valószínűleg az európai lant hatásának köszönhető. A hangszer legjellemzőbb díszítése az intarzia.

### Arányok
A hangszer szigorú harmóniai arányok szerint épül fel. Egy 10. századi enciklopédia szerint a test hosszúsága másfélszerese a szélességnek, a szélesség kétszerese a mélységnek, a nyak hossza negyede a test hosszúságának. Ezeket a szabályokat a korpuszra vonatkozólag napjaink hangszerei is elég pontosan betartják. Más tradíció alapján a menzúrának, tehát a húr rezgő hosszúságának egyenlőnek kell lennie a test hosszúságával, az újabb hangszerek menzúrája azonban már több ennél, tehát azonos korpuszméreteket feltételezve a nyak meghosszabbodott. A mai hangszerek nyaka kétféle arányt mutathat:
- a nyugati, „andalúz” úd esetén a test a nyakhoz a szext lefogásának helyén csatlakozik, (2 / 5)
- a keleti, „egyiptomi” úd esetén a kvintnél. (1 / 3 arány a menzúrához képest)

A mai údok hozzávetőleges méretei:
- menzúra: 600 mm;
- korpusz hossza: 480 mm, szélesség: 320 mm, mélység: 160 mm;
- nyak hossza, nyugati úd: 240 mm, keleti úd: 200 mm.

### Húrok, hangolás, pengetés
A régi úd négyhúros volt, ma leggyakrabban öt pár bél- vagy selyemhúrral van felszerelve, de lehet rajta még egy hatodik, szimpla húr is. A magasabb négy húr mindig tiszta kvart távolságra van egymástól, a többi húr hangolása változatos.
Az úd hangolása kultúrtájanként eltérő. A török údot a következő képpen hangolják:
E - A - H - e - a - d (a nagy betű a mélyebb húrokat jelzi)
C# - F# - H - e - a - d
D - A - H - e - a - d
D - G - H - e - a - d
Ehhez képest az arab údok közül a szíriai változat hangolása:
C - F - A - d - g - c
D - G - A - d - g - c
C - E - A - d - g - c
F - A - D - g - c - f
Az egyiptomi hangolás:
F (vagy E vagy D) - A - d - g - c
Az iraki vagy Bashir úd hangolása:
C - D - c - g - f - F (a legmélyebb F húr a legmagasabb  f alatt foglal helyet).
Mindig pengetővel szólaltatják meg, ez egykor sastollból, később szaruból készült.

## Története

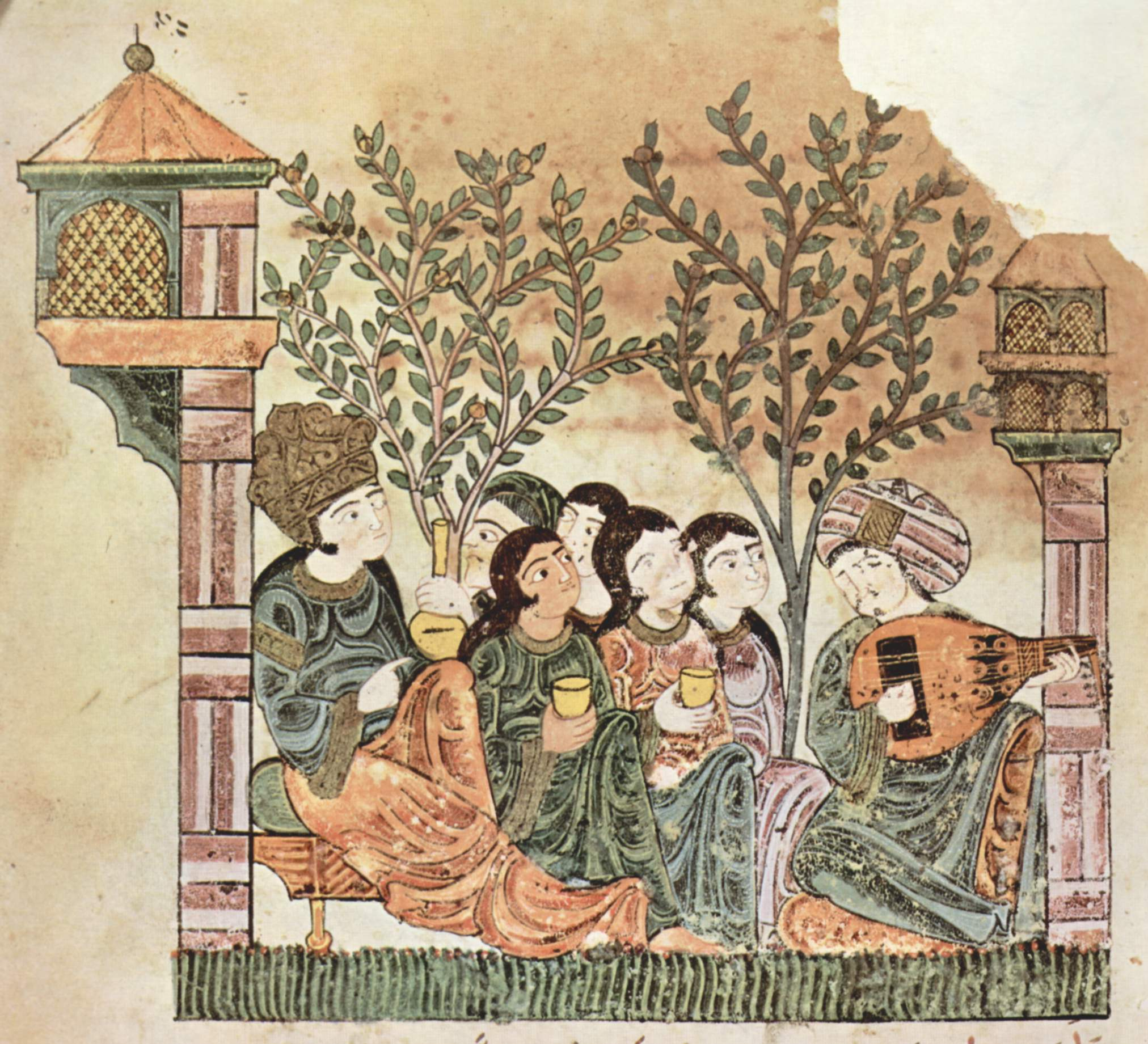
Úd ábrázolása egy 13. századi kéziratban

A hangszer eredetmítosza szerint azt a bibliai Káin leszármazottja, Lámech találta fel, mikor halott fia tetemét egy fára akasztotta, és az összeaszott csontváz ihlette az úd formáját.

### Kelet
A 10. századi arab szerzők a hangszert egy barbat nevű perzsa hangszerből származtatják, sőt azonosítják vele. 14. századbeli arab történetírók kifejlődését a 3. századra teszik, és összefüggésbe hozzák a manicheizmussal, sőt magával Manival, ami hihető, mivel a vallás követői fontos szerepet tulajdonítottak a zenének, másfelől ez meg is felel a hangszer feltételezett keletkezési helyének és idejének. Kelet felé a Selyemutat követve terjedt el, az 5. – 6. században már Kínában bukkant fel, és hozta létre a pi-pá nevű lantféleség egy új változatát. Az Arab-félszigeten viszonylag későn, először a 9. században említik az údot írásos források.

### Nyugat
A hangszer nyugat felé Andalúzián keresztül terjedt el, és ebben fontos szerep jutott a kurd származású Zirjábnak (786 – 857), e félig mitikus, félig valóságos figurának, aki Bagdadból száműzetvén Córdobában óriási kulturális kisugárzású konzervatóriumot alapított. Lehetséges, hogy a nyugati lant megjelenését nagyrészt neki köszönhetjük.

## Az úd mesterei
- Zalzal Manszúr (? – 791) a muszlim zenei klasszicizmus atyja
- Zirjáb, valójában Abu l-Haszan Ali ibn Náfi (789 – 857) zenész, költő, asztronómus, geográfus
- Anouar Brahem (1957.10.20. Tunézia)

## Magyarországi údosok
- Buda Ádám
- Gerzson János
- Kobza Vajk
- Krisztin Róbert
- Simon István

## Külső hivatkozások
- Wissam Joubran
- Mike's Ouds Website